# Camera dei rappresentanti (Libia)
La Camera dei rappresentanti (in arabo مجلس النواب‎?, Majlis al-Nuwaab) è il parlamento monocamerale della Libia dal 2014.
La Camera dei rappresentanti è nata nel 2014 per succedere al Congresso nazionale generale (rimasto attivo in sua contrapposizione fino al 2016) e i suoi membri sono stati eletti il 25 giugno 2014 col sostegno dell'Organizzazione delle Nazioni Unite. Pochi mesi dopo nel novembre 2014 la Corte suprema di Tripoli ha dichiarato nulle le elezioni e ordinato la dissoluzione della Camera, mai avvenuta.
Tra il 2014 e il 2021 la Camera ha sostenuto i due governi presieduti da Abdullah al-Thani, accordando in seguito la fiducia al Governo di unità nazionale di Abdul Hamid Mohammed Dbeibeh, creato per condurre il paese verso nuove elezioni parlamentari e presidenziali. Nel settembre 2021 la Camera, dopo aver approvato una mozione di sfiducia contro il governo di Dbeibeh, ha sostenuto la creazione di un governo concorrente, non riconosciuto dalla comunità internazionale, denominato Governo di stabilità nazionale e guidato prima da Fathi Bashagha e poi da Osama Hammad; Dbeibeh e il Governo di unità nazionale sono comunque rimasti in carica in contrapposizione al Governo di stabilità nazionale.
La sede del parlamento è presso il Dar al-Salam Hotel di Tobruch sebbene diverse sedute si siano tenute in altre città tra cui Tripoli, Bengasi e Sirte.